# アトランティス・パラダイス・アイランド

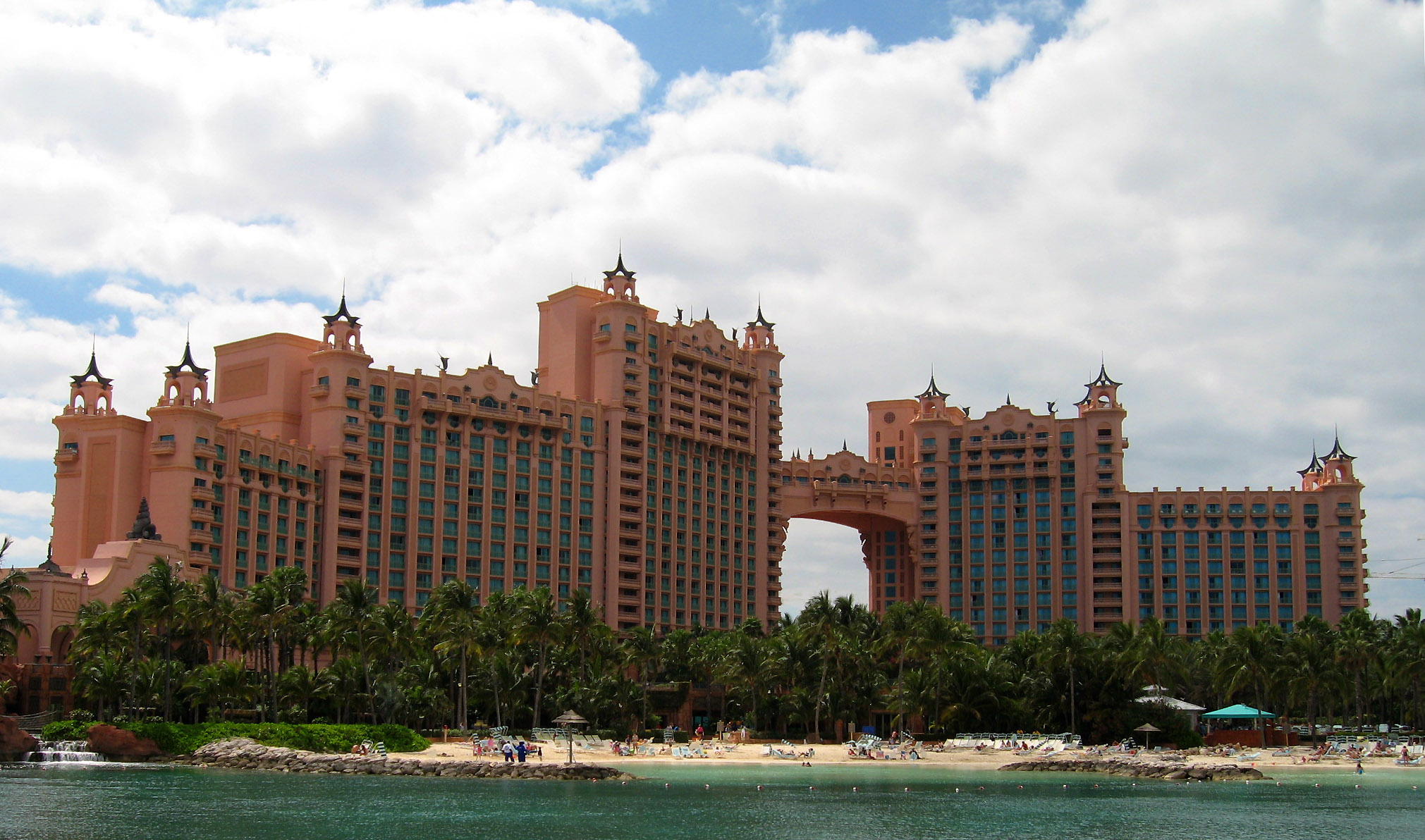
アトランティスのコーラルタワーとロイヤルタワー

アトランティス・パラダイス・アイランド（Atlantis Paradise Island）はバハマのナッソーに位置する高級リゾートホテルである。

## 概要
伝説の大陸「アトランティス」をモデルとして建設された。中心人物は南アフリカのリゾート「サンシティ」を築いたソル・カーズナー。
リゾート内には3000室以上のホテルやカジノ、スポーツジム、スパ、プール、ショッピングモール、水族館などがある。中でも傾斜60度のウォータースライダーは迫力満点である。
2008年にはミス・ティーンUSAが米国外で初めて開催され、2009年もミス・ティーンUSAとミス・ユニバース世界大会が開催された。